# Eleições gerais em Ruanda em 2024
As eleições gerais foram realizadas em Ruanda em 15 de julho de 2024 para eleger o presidente e os membros da Câmara dos Deputados. A eleição foi a primeira na história de Ruanda em que a votação para a presidência e para o parlamento ocorreu no mesmo dia.
Em uma eleição criticada por ser injusta devido à exclusão de candidatos sérios da oposição, o atual presidente Paul Kagame, no cargo desde 2000, foi eleito para um quarto mandato consecutivo.

## Contexto
Um referendo em 2015 aprovou emendas constitucionais que permitiram ao presidente em exercício, Paul Kagame, concorrer a um terceiro mandato em 2017, além de reduzir os mandatos presidenciais de sete para cinco anos, embora essa mudança só entrasse em vigor em 2024. Em 2022, Kagame disse à France 24 que pretendia concorrer novamente à presidência nas eleições de 2024, apesar de já ter cumprido três mandatos.
O governo de Kagame no país tem sido descrito como autoritário. De acordo com a Freedom House, Kagame é um autocrata responsável por "vigilância, intimidação, tortura e execuções ou suspeitas de assassinatos de dissidentes exilados". A Human Rights Watch afirma que o governo de Kagame prendeu e ameaçou opositores políticos. A Freedom House considerou as eleições em Ruanda nem livres nem justas, citando relatos de fraude eleitoral, intimidação política, bloqueio de opositores e outras práticas antidemocráticas.

## Sistema Eleitoral
O presidente de Ruanda é eleito em uma rodada de votação por maioria simples.
A Câmara dos Deputados, com 80 assentos, é eleita por dois métodos:
- 53 assentos são eleitos diretamente por representação proporcional de lista fechada em uma única circunscrição nacional, com um limiar eleitoral de 5%; os assentos são alocados usando o método do resto maior.[8]
- 27 assentos são eleitos indiretamente por conselhos locais e nacionais:[9]
  - 24 reservados para mulheres

- Seis das províncias Oriental, Meridional (ou do Sul) e Ocidental

- Quatro da Província do Norte
- Dois de Quigali
- Dois para representantes da juventude
- Um para representantes de pessoas com deficiência.

Cerca de 9,5 milhões de pessoas estavam registradas para votar. A votação antecipada para ruandeses no exterior foi realizada nas missões diplomáticas do país em 14 de julho. A votação no dia da eleição começou às 07h00 e durou até às 15h00, enquanto a votação para os assentos eleitos indiretamente ocorreu em 16 de julho. Os resultados provisórios são esperados para 20 de julho, enquanto o resultado final é esperado para 27 de julho.

## Resultados

### Presidenciais
| Candidato | Candidato          | Partido      | Votos     | %          |
| --------- | ------------------ | ------------ | --------- | ---------- |
|           | Paul Kagame        | FPR          | 8,822,794 | 99,1 / 100 |
|           | Frank Hibineza     | DGPR         | 44,479    | 0,5 / 100  |
|           | Philippe Mpayimana | Independente | 28,466    | 0,4 / 100  |
|           |                    |              | 8,895,739 | 100%       |